# Dominicaines de Béthanie
Pour les articles homonymes, voir Béthanie (homonymie).
Ne doit pas être confondu avec Sœurs de la Famille de Béthanie.
Les Sœurs dominicaines de Béthanie (en latin : Congregationis Sororum Tertii Ordinis Sancti Dominici a Bethania) sont une congrégation religieuse féminine hospitalière et contemplative de droit pontifical.

## Historique
En 1864, le Père dominicain Jean-Joseph Lataste (1832-1869) est envoyé par son prédécesseur pour prêcher une retraite spirituelle dans la prison pour femmes de Cadillac, qui hébergeait des femmes condamnées aux travaux forcés pour des crimes tels que vol, infanticide, avortement et meurtre.
Il prend conscience que plusieurs femmes peuvent, à leur sortie de prison, se consacrer à Dieu.  S'inspirant de Marie-Madeleine, Lataste a l’idée de fonder une nouvelle famille religieuse pour offrir aux anciennes prisonnières la possibilité de vivre en communauté avec d’autres femmes partageant une vie de prière et d'apostolat avec d'autres religieuses au passé différent (un des piliers de la vie communautaire à Béthanie est la discrétion sur son passé qui permet à toutes les religieuses de pouvoir vivre une nouvelle vie). La congrégation est fondée le 14 août 1866 à Fresnes sous le nom de sœurs de Sainte Marie Madeleine de Béthanie. La cofondatrice de la congrégation est Mère Henri-Dominique ; née à Tours le 17 juillet 1822, à 21 ans elle entre chez les sœurs de charité de la Présentation de Tours.  Après une première rencontre avec le Père Lataste, elle devient cofondatrice et la première supérieure de la congrégation. En 1884, elle est élue prieure générale. Elle meurt le 27 février 1907.
La congrégation est affiliée à l'ordre des Frères Prêcheurs le 1er novembre 1888 et reçoit son décret de louange le 12 avril 1902 et l'approbation définitive du Saint-Siège le 23 août 1910. Ses constitutions sont définitivement approuvées par le Saint-Siège le 17 juin 1931.

## Activités et diffusion
Les Dominicaines de Béthanie se consacrent principalement à la visite de prisons et à l'adoration eucharistique.
Elles sont présentes en France (Montferrand-le-Château), en Suisse (Sachseln) et en Italie (Turin).
En 2017, la congrégation comptait 53 religieuses dans 4 maisons.